# ミル (漫画)
『ミル』（MILL）は、手原和憲による日本の漫画作品。『月刊!スピリッツ』（小学館）において2009年10月号から2013年9月号にかけて連載された。単行本は全6巻。

## 概要
都会で一人暮らしをする大学生の青年と、見た目は女子高生だが実際は大正生まれの化け猫との不思議な同居生活を描いた作品。単行本第1巻のキャッチコピーは「のんびり&ほっこり 不思議な同棲物語」。
「小学館新人コミック大賞」出身（第63回青年部門 入選）の手原による初の連載作品で、単行本第1巻の帯には三島衛里子からコメントが寄稿された。また本作の原型となる、同賞受賞作である同名の読み切り作品について、審査員の1人である江川達也は「この設定で続きが読みたくなった。」と評している。

## あらすじ
佐賀県から上京してきた大学生・副島アキの家に突然見知らぬ女子高生がやって来る。その正体は、佐賀の実家で飼っていたネコのミルで、自分は「化けネコ」であると言う。アキは驚きつつも受け入れ、取りあえず「妹」ということにして同棲生活を始めることとなった。

## 登場人物
副島 アキ（そえじま アキ）
本作品の主人公。佐賀県から上京してきた大学生。坊主頭で眼鏡をかけている。1人暮らしに寂しさを感じつつ生活していた。
突然やって来て、すぐに「化けネコ」である正体をばらしたミルを「マンガじゃあるまいし」と言いつつすぐに受け入れた。しかしミルの人間とネコとのギャップ、特にお婆さん的な言動に戸惑いを隠せないこともある。
周囲の人たちには「妹」ということにしている。勘の良い「もりの」のおかみやハルオミにミルの正体を見破られるのではないかとハラハラしながらも、何とかばれないようにすることに成功している。
高校時代、彼女が出来たときにはミルに焼きもちを焼かれ、ミルに彼女が爪を立てられたことが原因で別れることになってしまったらしい。
少女漫画を読んでいるミルの姿を見て、一瞬女性を意識する。すぐに正気に戻るがその続きで結婚の話、さらには昔の飼い主・アンリとの身の上話となった。
実は子供の頃にミルと会っていた。アキは忘れているようだが、その時にアキがミルに言った、「死なないネコ」がいれば飼いたい、そんなネコが来たら「一生僕のネコだ。」という言葉が、現在のミルの心の支えになっている。
ミル
本作品のヒロイン。86歳の化けネコであるが人間時は16歳の娘となり、普段はアキの出身高校の制服（女生徒用）を着用している「ネコで女子高生でバァさん」。佐賀弁で話す。人間時でも時々ネコの本性が出ることもあり、眠くなったときや疲れたときには強制的にネコの姿に戻ってしまう。
アキを慕い、風呂敷に包んだ大荷物をしょって、佐賀から上京して来る。アキへのある思いから、来て早々に自身の正体が「化けネコ」であることを話す。
中身は86歳なので家事は得意で、アキに「黒い弁当」（ノリや黒豆などの黒いおかずが中心のため）を持たせている。和服が好みで、アキに浴衣を買ってもらったときは照れながらもすぐに着こなした。
アキの生活が苦しいことを気にして、得意な料理の腕を活かせる総菜屋「もりの」でバイトを始める。勘の鋭いおかみに「何か変」「怪しい」などと思われながらも働かせてもらう。ミルと本来同世代である老人から、黒髪・和服・割烹着を「愛でるべき日本の心」と言って来る大学生、九州出身のサラリーマンなど、老若男女問わずファンが付いている。
前の飼い主であるアンリに対し「恩を仇で返すようなマネ」をしてしまったと言い、アキに身の上話をした。
中澤 ハルオミ（なかざわ ハルオミ）
アキの大学の友人。アルバイトも同じで、アキ曰く「クサレ縁」。
「妹」ミルが来た時から、アキの付き合いが悪くなったと悲しんでいた。アキの楽しそうな様子を「シスコン」や「彼女」とは違って「単身赴任のダンナ」の所に「カミさんが来た」と評す。
「抜き打ちお宅訪問」でミルと話し、鋭いカンで「おばあちゃんそのもの」「ネコみたい」と発言しアキを焦らせる。さらに帰宅時には「守ってやれ」と言い残す。ミルから手製の惣菜をもらい、喜んでいた。
「もりの」のおかみ
ミルのアルバイト先である惣菜屋「もりの」のおかみ。名前は不明。人相が悪い。ミルを雇う前までは店を1人で切り盛りしていた。典型的なおばあさんだが、妙に鋭い所があり、ミルを「女子高生らしくない」と思ったり、アキとミルが兄妹らしくないと思ったりしており、どこか「怪しい」と感じている。
また、ネコと話していた所を見たことにより、面倒なことになる前にアルバイトを辞めさせようと思っていた節があるが、新たに常連客となったサラリーマンの喜ぶ姿を見て考え直した。迎えに来たアキには「招き猫みたいなモン」と思って働いてもらうと言った。
アンリ
ミルが副島家に来る前の飼い主。名字は不明。ミルの回想で登場する。ミルが初めて「ずっと一緒に」いられると思った相手である。福岡で一人暮らしをしていた女性で、若干神経質な所があった。趣味はネット将棋で、「伝説のチャンピオン」として君臨していたらしい。
友人や親戚のいない孤独な女性のようで、泣き顔はミルにしか見せなかった。そのことがミルが、自分が必要とされていると思う理由であったが、アンリに恋人が出来、その人に泣いている所を見せることが出来るようになったのを見る。自分の居場所ではないと感じるようになったミルはアンリの元からこっそりと離れて行った。
ミルがいなくなったことについては心から心配していたようで、ネコを「探しています」というビラを貼っていた。心が痛んだミルは福岡を離れ故郷の佐賀に戻ることにした。その時に、「死なないネコ」を飼いたいと言うアキと出遭った。

## 書誌情報
- 手原和憲 『ミル』 小学館〈ビッグコミックス〉、全6巻
  1. 2010年5月3日初版発行、ISBN 978-4-09-183146-0 - おまけ漫画「ミルをみる」などの描き下ろしあり。
  2. 2011年2月2日初版発行、ISBN 978-4-09-183619-9
  3. 2011年10月28日初版発行、ISBN 978-4-09-184123-0
  4. 2012年7月4日初版発行、ISBN 978-4-09-184527-6
  5. 2012年12月27日初版発行、ISBN 978-4-09-184788-1
  6. 2013年8月30日初版発行、ISBN 978-4-09-185389-9